# Vaporwave
Vaporwave is een subcultuur en muziekstijl binnen de elektronische muziek die in het begin van de jaren 2010 is ontstaan op het internet. De stijl grijpt terug op de vergeten, "banale" muziek van de jaren 80 en 90, zoals liftmuzak, reclamemuziek, loungemuziek, obscure pop- en R&B-muziek, smooth jazz en MIDI. Het haalt veel inspiratie uit videogames en spelconsoles uit de jaren 90 zoals de Game Boy. Vaporwave bevat veel elementen die verwijzen naar de internetcultuur in de jaren 90 en begin 00. De cultuur spreekt sterk tot de zogenaamde "90's kids", mensen die hun jeugd beleefden in de jaren 90. Het succes van de stijl kan onder andere worden verklaard vanuit de heersende nostalgische gevoelens naar deze voorgaande decennia. De stijlen uit deze decennia worden vaak gesampled en gemanipuleerd tot een zwoel, dromerig en hallucinerend eindproduct. De muziek, de bijbehorende visuele stijl en de benaming zelf, een woordspeling op vaporware, dienen als een ironische reflectie op een materialistische maatschappij.

## Geschiedenis
Vaporwave ontstond in het begin van de jaren 2010 als directe opvolger van seapunk, een ironische muzikale en visuele stijl die rond 2011 hoogtij vierde op Tumblr. Een belangrijke inspiratie van vaporwave is de hypnagogic pop van artiesten als Ariel Pink en James Ferraro.
Het album Eccojams vol. 1 van Chuck Person (een alias van Daniel Lopatin) uit 2010 wordt beschouwd als het startpunt van de vaporwavebeweging. In 2011 verschenen twee albums met een grote invloed op het genre: Far side virtual van James Ferraro en Floral shoppe van Macintosh Plus (een project van de Amerikaanse artieste Ramona Andra Xavier, alias Vektroid). Dit laatste album wordt zowel op muzikaal als visueel gebied gezien als het toonbeeld van de vaporwavebeweging.
Begin 2016 populariseerde de Engelse natuurkundestudent Lucien Hughes de visuele stijl Simpsonwave, waarbij klassieke afleveringen van The Simpsons worden bewerkt naar de vaporwave-esthetiek. Inmiddels zijn er tientallen verschillende subgenres, en worden er festivals georganiseerd waar men uitsluitend deze muziek speelt, zoals Electronicon Fest in Amerika en het Dream Catalogue festival in Engeland.

## Esthetiek
Vaporwavemuziek gaat gepaard met een visuele stijl die "aesthetics" wordt genoemd, gestileerd als "ＡＥＳＴＨＥＴＩＣＳ". De stijl grijpt terug op de vroege internetvormgeving van de jaren 90. Prominente kleuren in het spectrum van aesthetics zijn roze en groenblauw; klassieke beeldhouwwerken, Japanse anime en het Windows 95-logo zijn terugkerende visuele motieven. Titels worden vertoond in een vergroot en uitgerekt lettertype, al dan niet in Japanse tekens.